# Pobreza en México

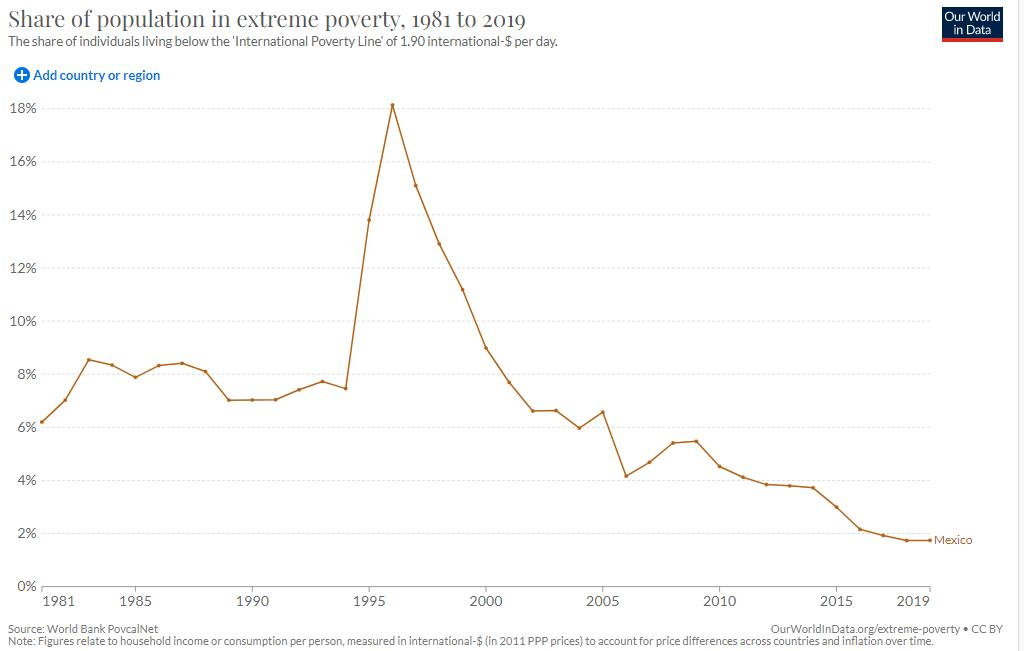
Porcentaje de población en situación de extrema pobreza a lo largo del tiempo (1981-2019)

La pobreza en México se relaciona con la nutrición, agua potable, vivienda, educación, atención de la salud, seguridad social y mental, calidad y servicios básicos en la vivienda, ingresos, empleos y cohesión social (según la definición de desarrollo social por la Ley General de Desarrollo Social). Se divide en dos categorías: pobreza moderada y extrema.
A 2024, mientras que menos del 2% de la población de México vivía por debajo del umbral internacional de pobreza fijado por el Banco Mundial (1.18%), el INEGI estima que el 29.6% de la población es vulnerable (por ingresos o por carencias sociales) y que solamente un 27.1% de los mexicanos no está en situación ni de vulnerabilidad ni de pobreza, lo que lleva a que un 5.3% de la población total que vive en México sea considerada en pobreza moderada o extrema. La gran diferencia podría explicarse porque el gobierno adopta la metodología de medición multidimensional de la pobreza como una forma de estimarla, por lo que una persona que tuviese ingresos mayores en comparación a la línea de pobreza nacional tanto como la internacional fijada por el Banco Mundial, podría caer en la categoría de "pobreza moderada" si presenta variadas carencias en cuestión de derechos sociales, como la educación (rezago educativo), la alimentación (alimentación insalubre) y los servicios básicos de la vivienda, tales como el agua y la electricidad. La pobreza es definida por el gobierno mexicano como la situación de las personas en las cuales se observa una deficiencia en materia de derecho social y bienestar económico (establecido por el ingreso por persona según la línea de pobreza nacional). Las cifras del ENSANUT 2023 estiman, que un 26.7% de los niños menores de 5 años tienen algún problema con relación en la nutrición (aunque solamente el 1.2% de los niños sufre de desnutrición, el resto de los problemas estarían divididos entre sobrepeso y obesidad, bajo peso y baja talla).
En América Latina una de las organizaciones que se dedica a estimar la pobreza es la Comisión Económica para América Latina y el Caribe (CEPAL) que radica en considerar a una vivienda y a los individuos que la habitan como pobres cuando su ingreso por individuo es menor al monto de la línea de pobreza fijada por el mismo organismo, la cual es hecha a través de la multiplicación de la canasta básica de alimentos (equivalente a la línea de pobreza extrema) por el Coeficiente de Orshansky (tradicionalmente este coeficiente es más conocido como "Inverso del Coeficiente de Engel"). El Inverso del Coeficiente de Engel es calculado al dividir el gasto total por el gasto en alimentos.
Aunque la medición del CEPAL sea mayoritariamente hecha a través del ingreso per cápita, en el "Panorama Social 2014" se realizó una medición multidimensional de la pobreza mediante el método de Alkire y Foster para la totalidad de los países latinoamericanos, dentro de esta medición se incluyeron para México, los años 2004 y 2012, los que dieron como resultado un 43% y 41% de pobreza nacional de forma respectiva.

## Cifras de pobreza en México
En México, el 29.6% de la población vive en algún tipo de pobreza. De este porcentaje, el 24.2% vive en situación de pobreza moderada y un 5.3%, en pobreza extrema. La pobreza en los últimos años ha disminuido considerablemente, representando una disminución del 9.8% en comparación con el porcentaje registrado en 2010, el cual era de 46.1%.
De acuerdo con los resultados de las mediciones de la pobreza realizadas por el Coneval bianualmente, aunque hubo una mejora en los indicadores de carencias sociales, esto no ha cambiado la enorme desigualdad existente en los Estados Federativos mexicanos entre sí, pues los estados que se encuentran dentro del norte de México, gozan de una situación mucho más agraciada en lo que a pobreza se refiere en comparación a los estados del sur, esto ya que mientras en el norte mexicano hay una pobreza promedio por estado de un 30% actualmente, en el sur esta es de un 56,8%. La desigualdad en México entre estados también queda referenciada en la disminución de la pobreza, pues viendo la pobreza promedio por estado del norte en 2010, vemos que hacia tiempos actuales hay una disminución del 6.3%, caso muy diferente a los estados sureños, que en vez de una disminución de la pobreza han visto lo contrario, un aumento de 0,6 puntos porcentuales en esta. En el sur de México, solo 3 de los 7 estados federativos que lo conforman han visto una disminución en la pobreza, esto mientras que en el norte, 9 de los 10 estados federativos que lo conforman han disminuido la pobreza, solamente siendo Nuevo León la excepción.

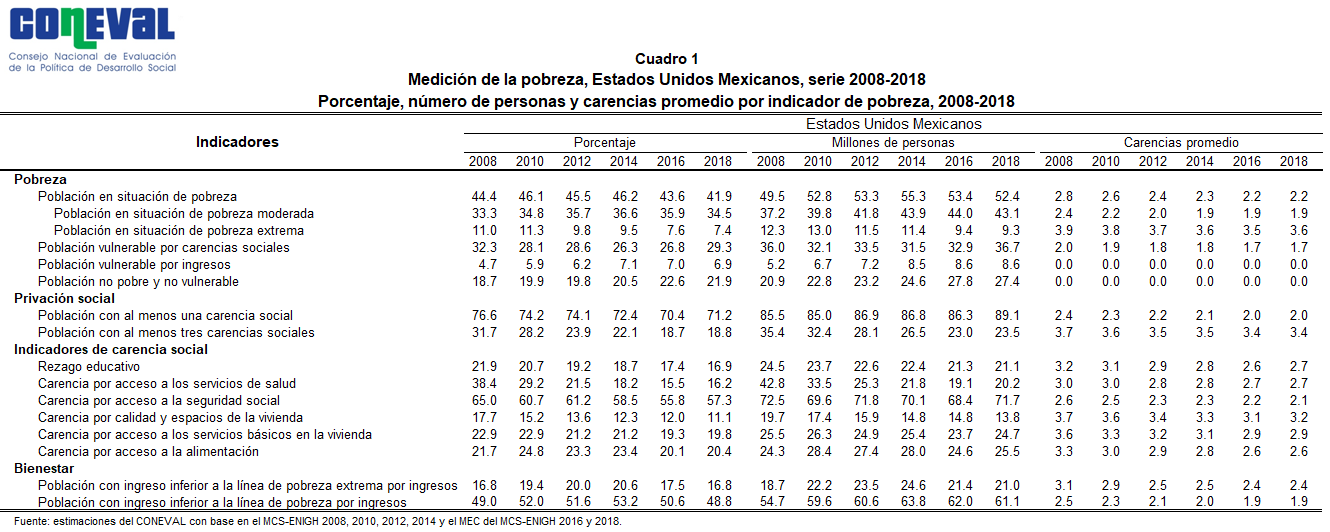
A continuación se muestra un cuadro informativo hecho por el Coneval sobre un período de 10 años de medición de pobreza (2008-2018)

En México se identifica que 37.5% de las mujeres y 37.6% de los hombres se encontraban en situación de pobreza, es decir, en términos relativos no puede afirmarse que la pobreza afecte más a uno que a otro. Sin embargo, las diferencias son más observables cuando se analizan los distintos indicadores de carencia social y cuando se desagregan diferentes subgrupos de población a partir de características sociodemográficas, económicas y de contexto local; e incluso en términos absolutos, por ejemplo, por cada 100 hombres en pobreza moderada y extrema, hay cerca de 122 y 107 mujeres en esta misma situación, respectivamente.[cita requerida]

## Consecuencias
El sufrir de pobreza causa notables problemas psicológicos, mentales y de desarrollo, ya que la falta de un empleo como medio de subsistencia o simplemente la falta de recursos para sobrevivir ocasionan que las personas puedan experimentar depresión, ansiedad, inseguridad y baja autoestima gracias al rechazo constante para las plazas laborales. También, con la falta de recursos económicos los menores no pueden recibir una adecuada alimentación y educación, lo que ocasiona variados problemas de desarrollo a futuro, junto a esto vendría de la mano la incapacidad de recibir atención médica, lo que ocasiona una mayor presencia de enfermedades curables o tratables mediante intervención médica, pero que no podrían recibir su respectivo tratamiento debido a la situación económica del afectado. 
En México, debido a la pobreza de algunas familias, ha aumentado el número de jóvenes que se ven obligados a dejar sus estudios y ponerse a trabajar para ayudar en casa, siendo esta una situación aprovechada ya que la mano de obra infantil es más barata, por ser esta ilegal, teniendo como consecuencias del trabajo lesiones visuales y óseas, deformaciones, numerosos accidentes, o muerte temprana.

## Estados con mayor pobreza en México
A continuación, se presenta una tabla que destaca los estados con mayor porcentaje de personas en situación de pobreza, esto según el Instituto Nacional de Estadística y Geografía (INEGI) al año 2024.
| Puesto | Estado    | Pobreza | Pobreza   | Pobreza extrema | Pobreza extrema |
| Puesto | Estado    | %       | Personas  | %               | Personas        |
| ------ | --------- | ------- | --------- | --------------- | --------------- |
| 1      | Chiapas   | 66.0%   | 3 865 978 | 27.1%           | 1 589 725       |
| 2      | Guerrero  | 58.1%   | 2 092 625 | 21.3%           | 768 998         |
| 3      | Oaxaca    | 51.6%   | 2 203 484 | 16.3%           | 694 565         |
| 4      | Veracruz  | 44.5%   | 3 601 908 | 8.8%            | 713 945         |
| 5      | Puebla    | 43.4%   | 2 865 015 | 7.3%            | 481 214         |
| 6      | Tlaxcala  | 40.8%   | 598 684   | 4.4%            | 63 888          |
| 7      | Campeche  | 36.7%   | 347 450   | 5.8%            | 55 276          |
| 8      | Zacatecas | 36.4%   | 605 329   | 3.5%            | 58 554          |
| 9      | Morelos   | 35.4%   | 697 233   | 4.9%            | 96 401          |
| 10     | Hidalgo   | 35.3%   | 1 140 491 | 5.7%            | 182 586         |

## Críticas a la metodología del Coneval
Últimamente se han suscitado acalorados debates sobre la metodología de los estudios sobre la pobreza que aplica el Consejo Nacional de Evaluación de la Política de Desarrollo Social (CONEVAL).
En México, además del Coneval como órgano gubernamental encargado de la medición de la pobreza, existe el Consejo de Evaluación del Desarrollo Social de la Ciudad de México (Evalúa), una institución pública de la administración de la Ciudad de México descentralizada que tiene facultades encargadas similares a las del Coneval, dentro de sus labores en la evaluación sobre la política social, han adoptado un método de medición de la pobreza diferenciado al del Coneval por una mayor estrictez, denominado como "Método de medición integrada de la pobreza", en los distintos documentos creados por el Evalúa, se ha argumentado la razón de su uso realizando distintas críticas hacia la medición del Coneval, ajustando la línea de pobreza a mayores niveles que los fijados por el Coneval (4763 pesos mexicanos en medio urbano y 4321 en medio rural, un aumento del 58.7% y 122.6% respectivamente), este aumento es justificado por la directora del Evalúa Araceli Damián Gonzales en una entrevista, en la cual mencionó que los umbrales de satisfacción del Coneval se encontraban por debajo del ingreso que podría permitir en cualquier ciudad mexicana un modo de vida digno. Entre las críticas realizadas por el Evalúa a la metodología del Coneval, se han señalado repetidamente las distintas fallas en las dimensiones usadas en el método del Coneval por su bajo nivel, ejemplificándose esto en los servicios básicos como el agua, pues esta en la metodología del Coneval no es considerada una carencia si su abastecimiento llega al hogar únicamente un día de forma mensual, o si esta se encuentra fuera del hogar, pero dentro del terreno, sin importar la distancia que se tenga que recorrer. Obviando estas críticas hacia la metodología del Coneval de parte del Evalúa, estos también han medido la pobreza de forma separada del Coneval a nivel nacional (aunque esta medición no sea actual, ya que refiere al año 2018), en la que los resultados dejan en evidencia las enormes diferencias entre los dos métodos. Según la medición del Evalúa, México tuvo en 2018 una pobreza estimada de un 72%, de la cual un 35% de esta era clasificada como extrema (Suma de la pobreza muy alta y de la pobreza alta, ambas definidas por el Evalúa), una diferencia en comparación a la medición del Coneval de un 30.1%, en la pobreza medida en la Ciudad de México esta diferencia es mucho menos acentuada, pero resulta igualmente notable una diferencia del 20.5%.<ref>«Cuadros informativos del Evalúa.».</ref